# Ян Казимир Стецький
Ян Казими́р Сте́цький (1734  – 1820, Великі Межирічі) – руський (український), польський шляхтич з роду Стецьких, власного гербу Радван. Родове гніздо - Стечанка. Великий землевласник у Волинському, Люблінському, та Київському воєводствах, військовий та політичний діяч Речі Посполитої.

## Біографія. Кар'єра
Найвірогідніше був єдиним сином київського каштеляна Казимира-Станіслава Стецького та Антоніни з Коссаковських. Після смерті батька, став дідичем набутих ним за життя київських та волинських володінь. На 1766 рік, тримав староства Ставецьке та Романівське у воєводстві Київському, з якого був обраний послом на Сейм 1758 року, і там лобіював інтереси своєї родини.
Під час безкоролів'я, після смерті короля Августа ІІІ, на Конвокаційному Сеймі у Варшаві, його було призначено на коференцію з міністрами віденського Двору, при примасі Владиславу Любенському. Як староста ставецький, двічі підписав елекцію Станіслава Понятовського на короля, перший раз від воєводства Волинського, вдруге від воєводства Київського. Підтримував добрі стосунки з королем Станіславом Августом. Можливо завдяки підтримці короля, та не без участі свого швагера Франциска Загурського, отримав 22 грудня 1772 року уряд старости гродського овруцького. 1774 року його було обрано за опікуна неповнолітнього Юзефа-Каласанта Ґрохольського, сина войського овруцького Іґнація Ґрохольського, та Вікторії зі Стецьких. 20 травня 1774 року, отримав  Орден Святого Станіслава. Приблизно в 1775 році поступився староством ставецьким. 
Ян Казимир Стецький вважався одним з найбагатших на Волині та Київщині. 1 липня 1790 року, він став іменуватися великоронним хорунжим, а наступного дня був удостоєний Орденом Білого Орла. Стецький був прихильником нової Конституції 3 травня 1791 року, та взяв на себе лідерство серед волинської шляхти, яка 27 листопада на з'їзді в Луцьку висловила подяку за конституцію для короля, та маршалка Станіслава Малаховського. Однак, певні труднощі такій ініціативі Стецького, створили його конфлікти зі шляхтичами Олізарами та Валеріаном Стройновским. Відповідальний за перебіг Сеймиків на Волині – Гуго Колонтай, наполягав королю, аби той зобов'язав Стецького дотримувався нової конституції.
Влітку 1792 року Стецький пішов з політичної арени Волині, та переїхав до свого любельського маєтку, містечка Бихави. Його ж волинські маєтки, тим часом зазнавали спустошень. Побутувала також непідтверджена інформація, що він був маршалком трибунальським, однак такі функції не міг виконувати через конфлікти зі шляхтою.
Із родинних спогадів правнука (Генрика Стецького), Ян Казимир Стецький не був людиною надто популярною. Часто йому закидали скупість, пияцтво, та дивацтво, і водночас уславився балами та редутами, які особисто організовував у своїх резиденціях. Мав особливу слабкість до полювання та до жінок. Слідкував за своїм здоров'ям, і дорого оплачував послуги французького лікаря, якого тримав при собі. Маєтності вартістю біля 2 000 000 золотих, розділив між своїми дітьми тестаментом. Помер 1820 року в Межирічі. За згадками Генрика Стецького, був похований у підземеллях кестелу в Невіркові. Його серце було забальзамоване й поміщене в мідну урну, а зберігалося під головним алтарем у межиіцькому піярському костелі (за Р. Афтаназі й Т.Є. Стецьким, у невірківському костелі).

## Маєтки. Надбання та будівництво.
За родинними писемними згадками, від самого початку Ян Казимир занедбав свої сімейні володіння. Завдяки урядовцю своїх добр шляхтичу Ясинському, зумів поправити ситуацію, витягнути свої добра з боргів, а з продажу збіжжя та лісу в Ґданську навіть почав отримувати прибутки. В 1755 – 1801 роках, судився з родиною Богушів за кордон села Хотин поблизу Рівного. Кільканадцять справ де він фігурує, згадують про кордони добр зі шляхтичами: Яном Борейком, Потоцькими, Сулістровськими, Олізарами, Ґрохольськими та князями Любомирськими. У 1758 році купив за 33 000 польських золотих у шляхтичів Бабинських село Ольшани, поблизу Луцька. 24 липня 1766 року, придбав за 73 000 золотих у Юзефа Любомирського село Глинки неподалік Рівного. В 1773 році, від мечника королівського Франциска Любомирського набув велике володіння Межиріч з кільканадцятьма фільварками.
Найголоснішою справою був конфлікт Яна Казимира Стецького за землі з овруцькою чиншовою шляхтою. Він проігнорував їхнє шляхетське походження, не визнав його, постановив їм згорнути тут свою господарську діяльність, та оголосив їхні землі належними напряму до Овруцького староства – "шляхту чиншову на підданих панщинних перетворив". Непокірних же, втихомирював у палаці овруцькому за допомогою міліції надвірної. Обидві конфліктуючі сторони зверталися до короля, Постійної Ради, Сейму. Було створено спеціальну комісію для розгляду цієї справи, однак її не було вирішено й на наступному Сеймі 1776 року. Наступного 1777 року, відбувся лише "полюбовний" суд у Житомирі, під керівництвом мечника коронного Франциска Ґрохольського. Ехом цього невирішеного конфлікту, став анонімний сатиричний твір з 1784 року під назвою – "Допомога зубожілій шляхті овруцькій". Він був іронічно присвячений Стецькому. Цей тривалий конфлікт було вирішено тільки в 1791 році на Великому Сеймі, а овруцьку шляхту було поновлено в їхніх правах. 
У 1787 році, Стецький набув чималий комплекс добр у Люблінському воєводстві, разом з містечком Бихавою. У 1793 році, передав цей маєток своєму сину Юзефу Стецькому. В 1790 році, купив маєток Невірків, неподалік Межиріча, у Каєтана Вилежинського за 1 436 837 золотих. 21 січня 1791 року, придбав велике село Козлин за 270 000 золотих, і сусіднє село Хотенку, біля Рівного.  
У 1789 році, з дозволу Яна Казимира Стецького, було досягнуто згоди, що жиди овруцькі допускалися до прав місцевих овруцькими міщанами. Основними волинськими резиденціями на той час були – Шпанів і Кустин, а після ІІІ-го поділу Речі Посполитої зайнявся маєтком Межирічем. Завершив тут осушення боліт, і було висаджено сади з оранжереями. До побудови кількаповерхового палацу в Кустині, та резиденції в Межирічі, було залучено архітектора Шимона Богумила Зуґа, а для малювання з різними сценами, привіз художника Шимона Маньковського з Варшави. Він також розмальовував піярський костел у Межирічі. Відомо, що на Волинь для малювання, Стецький залучав ще одного польського художника – Вендриховського. У палацовому театрі Межиріча ставили спектаклі за участі молоді з тутешніх шкіл. У кінці XVIII століття, тут було поставлено трагедію "Креон", яку написав місцевий піярський вчитель Емануель Шемберґ. Стецький утримував також придворний оркестр, у складі якого були німці. У власній стайні він мав понад 100 коней англійських і турецьких. Одягався багато й акуратно: "ледь не на кожен місяць мав іншу пару суконь, нумерованих, аби не сплутати їх почерговості".  
У 1810 році, з ініціативи Стецького було збудовано шлюз на Горині в Козлині. Згодом він перейшов у власність державної казни. 

## Релігійні споруди. Фундація.
У 1760 році Ян Казимир Стецький закінчив розпочате ще батьком будівництво римо-католицького костелу святої Непорочної Діви Марії в селі Кустині. 1763 року збудував унійну дерев'яну церкву в родовому гнізді Стечанці. В 1771 році його стараннями було збудовано ще одну дерев'яну церкву в селі Бабині та в 1791 році відремонтував церкву в Козлині.
1774 року фундував піярську школу в Межиричі, яку було закладено ще при кн. Любомирських. Фундував піарський костел Св. Антонія збудований на поч. XVIII cтоліття Єжи-Домініком кн. Любомирським. У 1776 році, мав судовий процес із межиріцькими піарами, відносно землі та забудови тут їхнього кляштору, якого сам фундував. Систематично зменшував фундушеву суму, що надходила з його володінь, від початкових 7% до 3.5%. Згодом, добре опікувався піарською школою, і в 1803 році записав їй землю, та щорічні 1 500 золотих. З добр межиріцьких записував щороку кошти й для Кременецького ліцею, в сумі 2 000 золотих, та 500 золотих з добр маєтку Рясники в Рівненському повіті. У 1807 році, разом зі стольниковою київською Барбарою з Роєвських Олізаровою, фундував будівництво мурованого костелу в Невіркові, та домініканського кляштору.

## Родина.
Ян Казимир Стецький був одружений трічі. Невідомо, чи ще за життя канцлера великого коронного Яна Малаховського, вперше одружився в 1766 році, з його та Ізабелли Гумецької донькою Маріанною-Терезою Малаховською. Від цього шлюбу мав трьох синів:
- Ігнатій Стецький (нар. 1766), був солдатом легіону польського й помер молодим у палаці свого дядька Станіслава Малаховського, маршалка Сейму Чотирьохлітнього.
- Кароль Стецький (пом. перед 1811), дідич Кустина й Шпанова, був полковником війська польського. У шлюбі з Маріанною Морштин, донькою Іоахима Морштина, та Соломії Велопольської. Мав єдину доньку Олександру. Вдова по Каролю вийшла заміж за генерала Кароля-Отто Князевича, який був призначений опікуном Олександри, та видав її в 1815 році заміж за Михайла-Гедеона кн. Радивила.
- Йосип Стецький - маршалок шляхти рівненського повіту.

Від другого шлюбу з Теодорою Валевською, донькою воєводи серадзького Міхала Валевського, мав доньку Дороту (пом. 23.05.1854 в Парижі). Вона була в шлюбі з Юзефом кн. Любомирським. Теодора Валевська розлучилася зі Стецьким, заради каштелянича краківського Станіслава Яблоновського, від якого мала сина Станіслава.
Третій шлюб Стецького, вже під кінець його життя, з Михалиною Попель, донькою каштеляна львівського, яка через деякий час теж його покинула. Від цього шлюбу нащадків не було.

## Галерея.

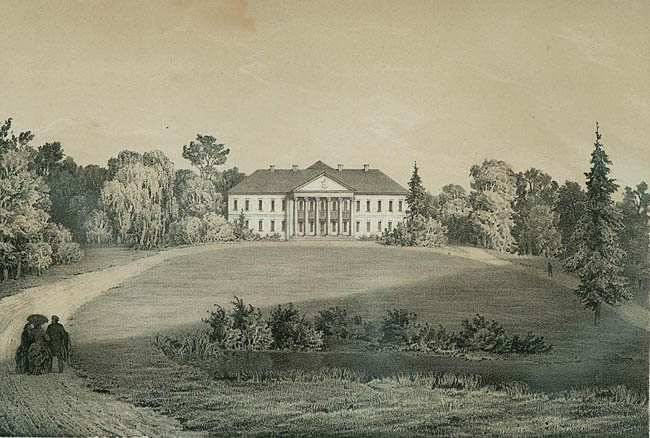
Палац Стецьких у Межирічі. Малюнок Наполеона Орди.
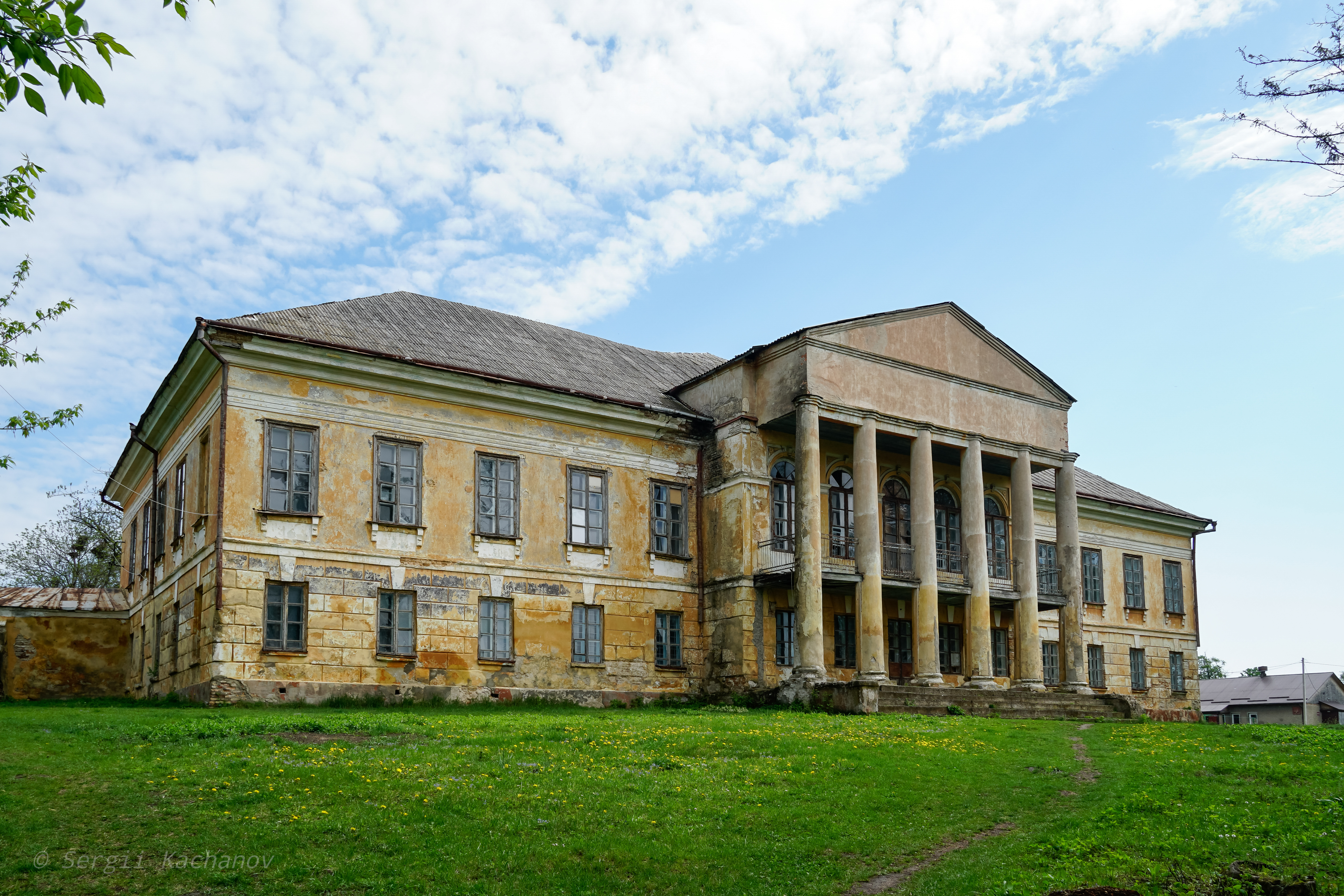
Руїни палацу Стецьких у Великих Межирічах.
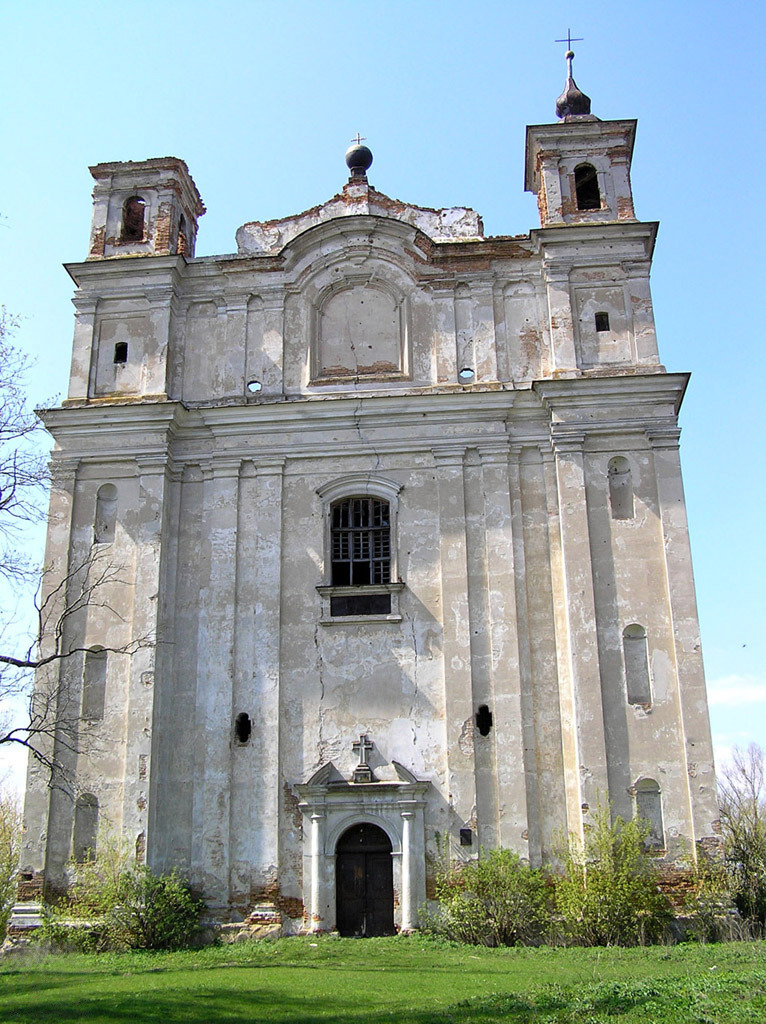
Руїни піярського костелу Св. Антонія у Великих Межирічах.
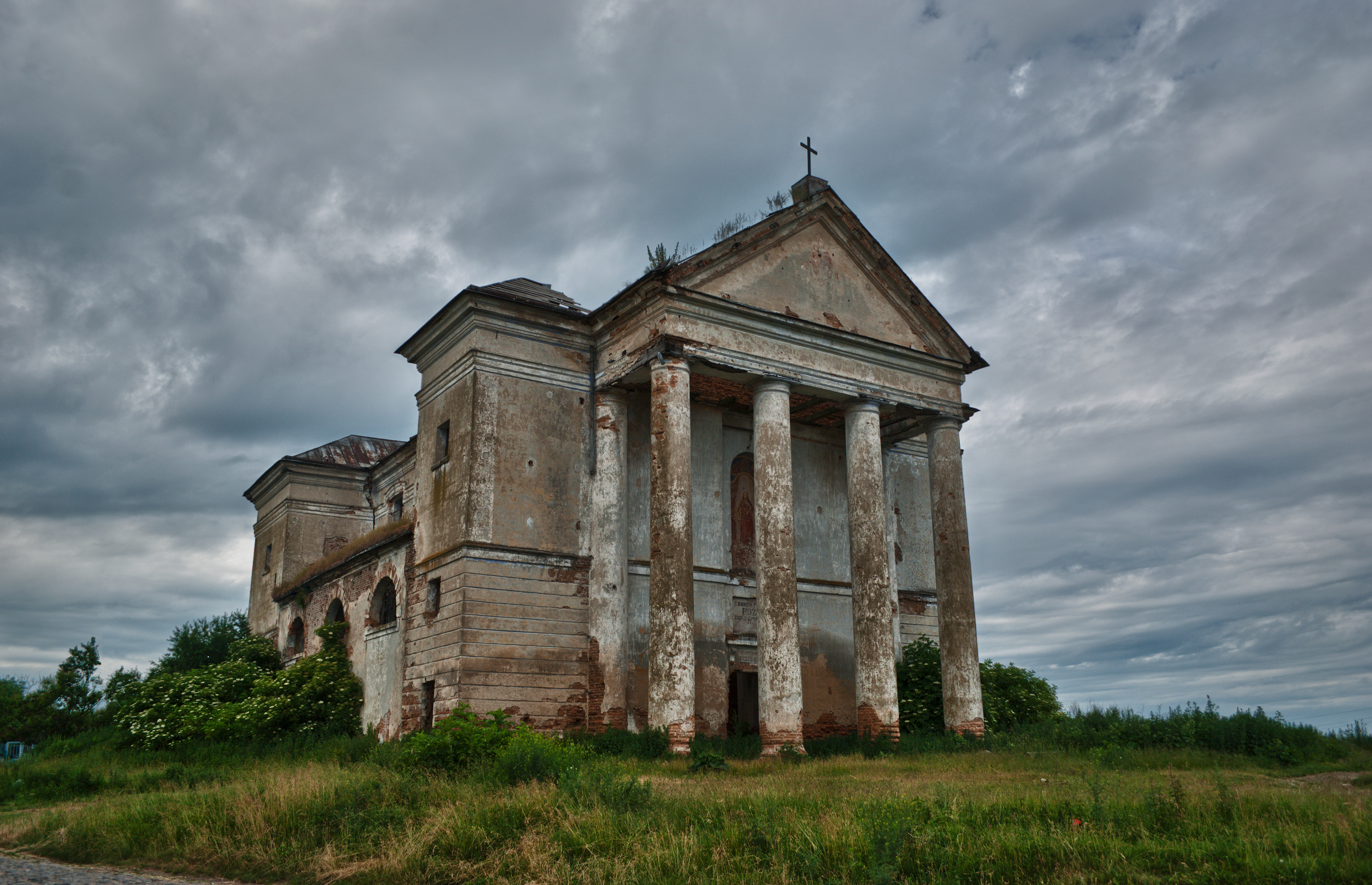
Руїни домініканського костелу в Невіркові.
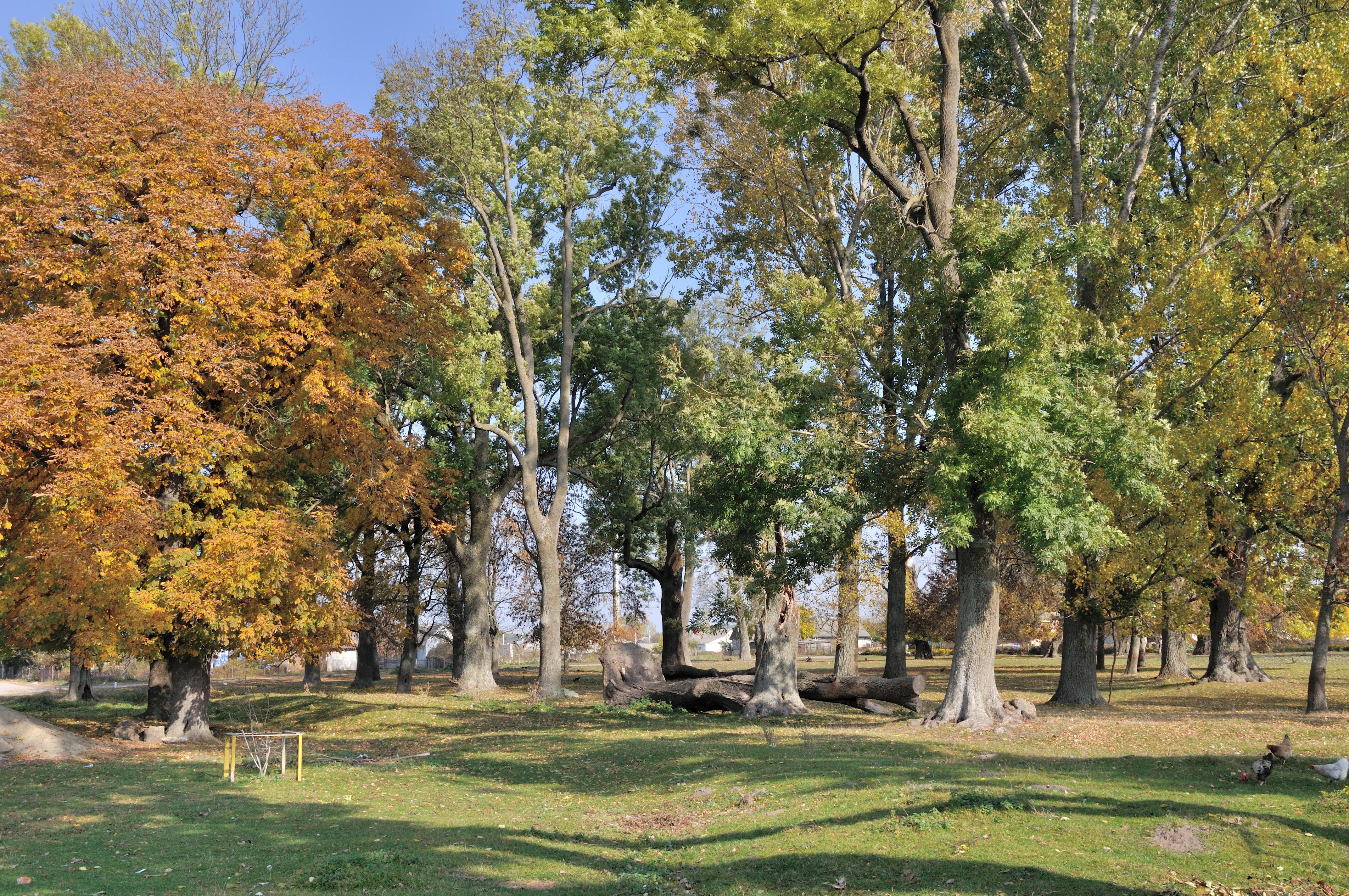
Сучасний вигляд парку в Кустині.